# 金门剧院
金门剧院（Golden Gate Theatre）是美国旧金山一个表演场地。位于泰勒街1号，在金门大道的拐角处。它于1922年开业，最初举行歌舞杂耍表演，后来成为一家大型电影院。它在1970年代初衰落，1979年进行修复，改为表演艺术场所重新开放。
金门剧院拥有2297个座位，建于1920-21年，由G.阿尔伯特·兰斯堡为雷电华电影设计；兰斯堡在大约同一时间还设计了附近的沃菲尔德剧院。它在1922年3月开业，在一个晚上进行了七场杂耍表演。
金门剧院作为市场街剧院和阁楼区（Market Street Theatre and Loft District）的一部分，被列入国家史迹名录。